# Domnica Manole
Domnica Manole (n. 4 iunie 1961, Bașcalia, raionul Basarabeasca, RSS Moldovenească, URSS) este o judecătoare din Republica Moldova, președinte al Curții Constituționale a Republicii Moldova în 2020-2023 și din nou începând cu 10 noiembrie 2023.

## Studii
Manole a frecventat Facultatea de Drept a Universității de Stat din Moldova (USM), terminând studiile în 1990.

## Activitate profesională
Primul loc de muncă a fost în calitate de consultantă la Curtea Supremă, în perioada 1985-1990. Ulterior a devenit judecătoare la Judecătoria Chișinău, sediul Ciocana, iar în 2004 a fost promovată la Curtea de Apel. În anii 2005-2017 a fost membră a Colegiului civil și de contencios administrativ.
De asemenea, are experiență didactică fiind lector în cadrul Facultății de Drept al USM (2015-2016), formator la Institutul Național al Justiției (2011-2017) și formator pentru Consiliul Europei (2012-2016). A fost vicepreședinte al Pilonului I al Strategiei implementării reformelor în sectorul judecătoresc în anii 2011-2014.
În 2008, Manole a fost surprinsă oferind sfaturi deputatului Eduard Mușuc în privința unui caz în care acesta era implicat. Ca reacție, Consiliul Superior al Magistraturii (CSM) i-a emis un avertisment.
În 2012, a fost decorată cu Diploma de Onoare a CSM, iar în 2015 același organ i-a oferit înalte aprecieri în cadrul evaluării performanței judecătorilor. În același an, la aniversarea a 25 de ani de activitate judecătorească, a fost decorată cu titlul onorific „Veteran al sistemului judiciar”.

### Demiterea și urmărirea penală
La începutul anului 2016, Platforma „Demnitate și Adevăr”, condusă de Andrei Năstase, a inițiat procedura de organizare a unui referendum republican privind alegerea președintelui țării de către cetățeni (în loc de parlament, cum era cazul până atunci). Inițiativa a fost blocată, lucru contestat la Curtea de Apel. În aprilie 2016, din poziția de judecător la Apel, Domnica Manole a emis o hotărâre care impunea Comisia Electorală Centrală să organizeze referendumul. Hotărârea a fost casată de Curtea Supremă de Justiție, iar Consiliul Superior al Magistraturii i-a permis, o lună mai târziu, Procurorului General să inițieze o cauză penală pe numele ei pentru emiterea unei decizii ilegale și depășirea competențelor. Manole a catalogat aceste acțiuni ca încercări de intimidare politică, iar conform Radio Europa Liberă cazul „a stârnit îngrijorarea unor organizații civile din Moldova și străinătate, și a unor instituții specializate ale Uniunii Europene”.
CSM a declarat-o pe Manole incompatibilă cu funcția de judecător la 4 iulie 2017, iar câteva zile mai târziu aceasta a fost demisă prin decret prezidențial. Deși ea a condamnat implicarea Serviciului de Informații și Securitate în verificarea activității sale ca judecătoare – și a avut câștig de cauză în această privință la Curtea Constituțională – CSM nu și-a retras hotărârea și Manole a rămas în afara sistemului judecătoresc.
În iulie 2019, în contextul unor schimbări substanțiale în climatul politic din RM, procurorii au anunțat că renunță la învinuirea Domnicăi Manole și că încetează cauza penală.

### Activitate politică
Manole a candidat din partea Blocului ACUM la alegerile parlamentare din 2019 atât pe lista națională (poziția a 29-a), cât și în circumscripția nr. 40 Cimișlia. Nu a acces în Parlament însă, întrucât a fost învinsă în circumscripție de Dumitru Diacov (PDM), iar blocul electoral nu a acumulat suficiente mandate.

### Judecătoare la Curtea Constituțională
Prin hotărâre de parlament, Domnica Manole a fost numită în funcția de judecător al Curții Constituționale la 16 august 2019. Ea a fost unul din cei doi judecători ai CC înaintați de Parlament. A devenit președinte al Curții la 23 aprilie 2020, ca urmare a acordării votului de neîncredere fostului președinte, Vladimir Țurcan. Termenul mandatului a fost de trei ani, expirând în aprilie 2023. A fost realeasă în această funcție la 10 noiembrie 2023.